# Cao-Xa
Cao-Xa és una pel·lícula dramàtica i bèl·lica espanyola estrenada el 1973 i dirigida per Pedro Mario Herrero. Fou rodada a Vietnam del Sud amb actors autòctons en vietnamita, anglès i castellà.

## Sinopsi
Un poblat catòlic del Vietnam del Nord, Cao-Xa, sofreix l'atac dels soldats del Vietcong. Per aquest motiu, els vilatans del poble es veuen obligats a fugir amb l'ajuda d'un sacerdot, que els guiarà cap al sud. El camí que troben al seu pas és llarg i difícil. Quan arriben al Sud, el govern els cedeix terres al poblat de Jay Ninh, vora la frontera amb Cambodja. El patriarca és assassinat i els veïns comencen a lluitar per a venjar la mort, liderats pel missioner.

## Repartiment
- José María Prada - El sacerdot
- Danièle Roland
- Pham-Cong-Suu

## Premis
Va rebre el premi especial (250.000 pessetes) als Premis del Sindicat Nacional de l'Espectacle de 1971,